# Přehrada Grand Coulee
Přehrada Grand Coulee (anglicky Grand Coulee Dam) je přehradní hráz na řece Columbii v americkém státě Washington, která byla postavena za účelem výroby elektřiny a zavlažování půdy. Byla postavena mezi lety 1933 a 1942, původně se dvěma elektrárnami. Třetí elektrárna byla přidána v roce 1974, aby byla zvýšena produkce elektřiny. Jedná se o největšího výrobce elektrické energie ve Spojených státech a jednu z největších betonových struktur na světě.
Návrh na výstavbu přehrady byl ve 20. letech minulého století předmětem ostré debaty dvou skupin, z nichž jedna chtěla zavlažování pro starobylé říční koryto Grand Coulee prostřednictvím gravitačního kanálu a druhá prostřednictvím vysoké přehrady s pumpou. Podporovatelé přehrady vyhráli spor v roce 1933, ale kvůli finančním problémům byla nejprve navrhována výstavba nízké, pouze 88metrové přehrady, která by produkovala elektřinu, ale nezajišťovala zavlažování. Americký úřad pro kultivaci půdy a konsorcium firem známé jako MWAK (Mason-Walsh-Atkinson Kier) začaly se stavbou už o rok později. Poté, co stavbu v srpnu 1934 navštívil prezident Franklin Delano Roosevelt, začal sám podporovat variantu vysoké přehrady, která by s výškou 168 metrů mohla vyrábět dost elektřiny, aby poskytovala zavlažování. V roce 1935 tento návrh schválil Kongres a v červnu 1942 protekla přelivem přehrady první voda.
Elektřina z přehrady zásobovala rostoucí průmysl severozápadu Spojených států při 2. světové válce, mezi lety 1967 a 1974 byla navíc přidána třetí elektrárna. Její konstrukci ovlivnila zvyšující se potřeba elektrické energie, Dohoda o řece Columbii s Kanadou a soutěžení se Sovětským svazem. Díky sérii dalších vylepšení a instalaci přečerpávacích pump nyní přehrada zásobuje hned čtyři elektrárny o celkové kapacitě 6 809 megawatt. Také se jedná o nejdůležitější část projektu Columbia Basin, jelikož zavlažuje 2 700 km² půdy.
Vodní nádrž, kterou přehrada vytváří, se jmenuje Rooseveltovo jezero po Franklinu Delanu Rooseveltovi, který byl prezidentem Spojených států v době její stavby. Její vytvoření si vynutilo přemístění 3 tisíc lidí, včetně původních obyvatel, jejichž dědičná půda byla částečně zaplavena. Přehrada také zablokovala migraci lososů a dalších ryb proti proudu řeky.

## Pozadí

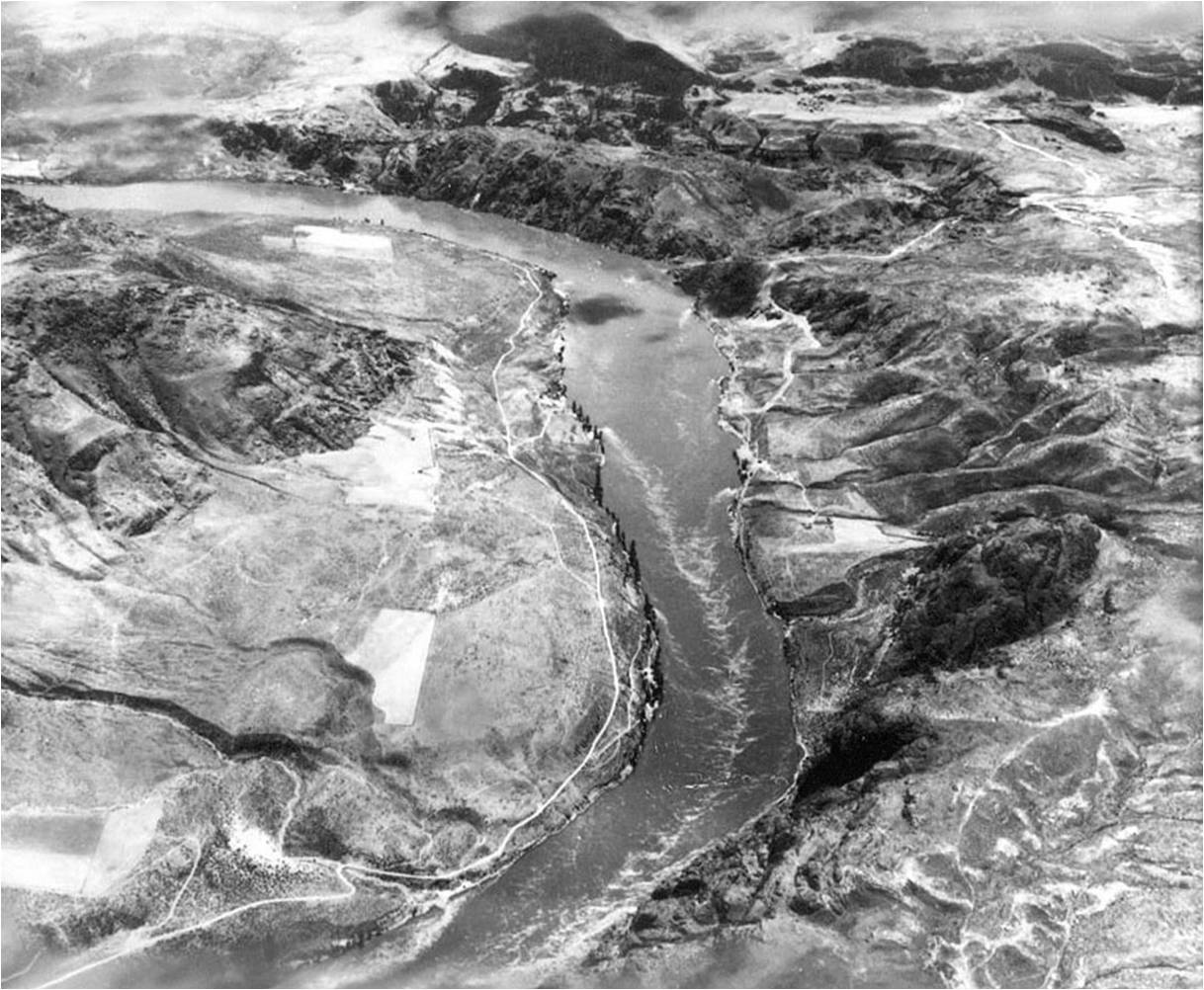
Místo přehrady ještě před stavbou

Grand Coulee je starobylé říční koryto na Kolumbijské náhorní plošině vytvořené v pliocénu při ústupu ledovců a záplavách. Původně si geologové mysleli, že koryto vytvořil ledovec odklánějící řeku Columbii, ale v polovině minulého století bylo zjištěno, že většinu rokliny vyřezaly záplavy z Missoulského jezera. Nejstarší návrh na zavlažování půdy koryta pochází z roku 1892, kdy noviny Coulee City News a The Spokesman Review informovaly o návrhu Laughlina McLeana na postavení 305metrové přehrady přes řeku Columbii, což je dost metrů na to, aby se voda dostala do Grand Coulee. Přehrada takové velikosti by však vytvořila nádrž, která by zasahovala až na kanadské území, což by porušilo mezinárodní dohody. Krátce po založení Bureau of Reclamation byl zahájen průzkum, jak čerpat vodu k zavlažování půdy v částech středního Washingtonu. Pokus dotovat zavlažování v roce 1914 selhal, jelikož jej neschválili voliči ze státu Washington.
V roce 1917 navrhl advokát William M. Clapp z nedalekého města Ephrata, aby byla betonová přehrada postavena pod Grand Coulee, což by jej kompletně zaplavilo, stejně jako to udělala kdysi dávno matka příroda. Ke Clappovi se později přidali právník James O'Sullivan a vydavatel novin Wenatchee World Rufus Woods. Společně byli známí jako Přehradní kolegium. Právě Woods svých novin využil, aby získal více podpory pro návrh, články o přehradě však často psal O'Sullivan. O rok později byl návrh mezi veřejností dobře znám, zastánci kultivace půdy ve středním Washingtonu se však rozdělili do dvou táborů. Jeden tábor byl znám jako „pumpaři“. Ti chtěli přehradu s pumpami (nebo čerpadly), které by zatopily Grand Coulee zvýšením hladiny řeky a o zavlažování by se postaraly kanály a potrubí. Druzí byli známí jako „kopáči příkopů“ a chtěli, aby byla voda ze severovýchodu Washingtonu, konkrétně z řeky Pend Oreille, odkloněna pomocí gravitačního kanálu (příkopu) k na zemědělskou půdu ve středním a východním Washingtonu, kterou by zavlažovala. Mnoho místních obyvatel, včetně Přehradního kolegia, patřili k první skupině, zatímco mnoho vlivných podnikatelů, především těch spojených se společností Washington Water and Power Company (WWPC), oddaně hájili druhou možnost. Hlavním argumentem „pumpařů“ bylo, že elektřina vyrobená přehradou pomůže zpětně její výstavbu dotovat a že jejich opozice se skládá z těch, kteří si chtějí udržet monopol na elektřinu v oblasti.
„Kopáči příkopů“ učinili několik kroků k zajištění podpory pro svůj plán. V roce 1921 již zmíněná WWPC zakoupila povolení k výstavbě přehrady na Kettle Falls, asi 177 kilometrů proti proudu od Grand Coulee. Pokud by tam byla přehrada vybudována, místo pro vodní nádrž přehrady Grand Coulee by bylo zablokováno, což by znemožnilo její konstrukci. WWPC se také postarala o rozšíření různých fám prostřednictvím tisku, například že průzkumné kopání na místě přehrady Grand Coulee nenašlo žádnou žulu, na kterou by byla přehrada postavena, ale pouze hlínu a zlomky hornin. To později vyvrátilo skutečné kopání, jehož report sestavil Generál George Washington Goethals, bývalý dozorce stavby Panamského průplavu. Goethals tedy připravil report, který se však zastával „kopáčů příkopů“. Úřad pro kultivaci půdy s tím nebyl spokojen a prohlásil, že report je plný chyb. V červenci 1923 konstrukci navštívil tehdejší prezident Spojených států Warren G. Harding, který vyjádřil svou podporu celé akci, ale o měsíc později zemřel. Jeho nástupce, Calvin Coolidge, se o zavlažování tolik nezajímal. Úřad pro kultivaci půdy potřeboval tak velký projekt, jakým byla přehrada, aby si zvýšil reputaci, zároveň se ale pojistil projektem Boulder Canyon, na jehož konci stála Hooverova přehrada. V roce 1923 učinil úřad studii, která však zjistila, že potřebné finance nebudou vydány z federálních fondů lehce. Z východu se podpora pro washingtonské zavlažování neozývala, jelikož panoval strach, že by větší úroda stlačila ceny. Navíc se proti projektu postavil sám prezident Coolidge, a tak nebylo ani kde sehnat peníze na průzkum místa stavby.
V roce 1925 však Kongres schválil průzkum řeky Columbie armádními techniky, který byl umožněn díky novému zákonu o řekách a přístavech. V dubnu 1926 zaslali technici první hlášení a s pomocí washingtonských senátorů Wesleyho Jonese a Clarence Dilla uvolnil Kongres dalších 600 tisíc dolarů na studie řek Columbia a Snake uskutečněné technickým sborem a Federální energetickou komisí. Za horní tok Columbie a řeku Snake byl zodpovědný armádní Major John Butler, jehož tisícistránkové hlášení bylo roku 1932 odesláno Kongresu. Ve hlášení se doporučovalo postavení přehrady Grand Coulee a devíti dalších přehrad na řece Columbii, včetně kanadské části jejího toku. Také bylo uvedeno, že náklady na stavbu může později splatit elektřina, kterou přehrada vyprodukuje. Úřad pro kultivaci půdy, jehož zájem postavit přehradu byl tímto hlášením obnoven, hlášení schválil.
Přestože si nová přehrada získala své zastánce, spíše se v té době argumentovalo tím, že severozápad USA už nepotřebuje tolik elektřiny a zdejší úrody je i tak každý rok přebytek. Sbor armádních techniků si nemyslel, že by se mělo jednat o federální projekt a také viděl malou potřebu elektřiny. Úřad pro kultivaci půdy zatím tvrdil, že v době, kdy bude přehrada dokončena, bude potřeba elektřiny daleko větší. Ředitel úřadu, Elwood Mead, v té době oznámil, že úřad chce postavit přehradu za jakoukoli cenu. V březnu 1933 se stal novým prezidentem USA Franklin Delano Roosevelt, který projekt podporoval, jelikož viděl velký potenciál v zavlažování a energii, které by poskytl a v energii, trápila ho však cenovka 450 milionů dolarů, kterou přehrada měla. Právě kvůli ceně byl zastáncem nízké, 88metrové přehrady, namísto 168metrové vysoké přehrady. Projektu zajistil federální dotace ve výši 63 milionů dolarů, zatímco stát Washington zaplatil 377 milionů dolarů. Stejného roku washingtonský guvernér Clarence D. Martin vytvořil Komisi columbijské náhorní plošiny, která měla za úkol dohlížet na projekt. Na konstrukci přehrady však dohlížel úřad pro kultivaci půdy.

## Konstrukce

### Nízká přehrada
16. července 1933 sledoval dav čítající 3 tisíce diváků zasazení první podpěry na místě přehrady, brzy poté začalo kopání. Jádrové vrtání bylo zahájeno v září téhož roku, zatímco úřad pro kultivaci půdy se intenzivně zabýval studiemi a designem přehrady. Přestože měla být přehrada nižší, než bylo plánováno, stále měla sloužit jako protipovodňová hráz a poskytovat jak elektřinu, tak zavlažování. Velice důležité bylo také to, že její vodní nádrž nesměla mít hladinu tak vysoko, aby byla zatopena náhorní plošina kolem Grand Coulee. Nakonec však design přehrady umožňoval budoucí úpravy či právě zvýšení hladiny.
Už před konstrukcí, ale také v jejím průběhu, čekaly stavebníky a pracovníky problémy. Smlouvy se společnostmi, které měly postavit různé části přehrady, se daly udělit jen těžce, jelikož málo společností bylo schopno dostát tak velkého závazku. Nakonec si situace vynutila spojení různých společností. Navíc musely být přemístěny hroby původních obyvatel a zkonstruovány dočasné rybí přechody. Při konstrukci představovaly problém sesuvy půdy a potřeba chránit nově litý beton před mrazem. V květnu 1934 začala kousek po proudu od přehrady stavba mostu Grand Coulee Bridge, v srpnu téhož roku začalo přemísťování půdy. Kopání pro základnu přehrady vyžadovalo odstranění 17 milionů m³ hlíny a kamene. Aby byl snížen počet nákladních automobilů potřebných pro kopání, byl postaven více než 3 kilometry dlouhý pásový přepravník. A aby byla zajištěna bezpečnost základny přehrady, dělníci vyvrtali do žuly 270 metrové díry a různé štěrbiny a pukliny ucpali maltou. Občas hrozilo přetížení některých vykopaných míst, čemuž bylo předejito vložením tekutinou chlazených tyčí o průměru 76 mm do masy. Tyče zmrazily půdu kolem nich, což zabránilo jejímu pohybu.
Poslední nabídka na kontrakt na výstavbu přehrady byla uskutečněna v červnu 1934 ve Spokanu, kde byly podány čtyři nabídky. Zatímco jednu podal podnikatel bez finančního zajištění a druhou herečka Mae West, která nabídla pouze báseň a slib, že bude tok řeky odkloněn, dvě seriózní nabídky přišly o něco později. Tu nižší podalo konsorcium společností Silas Mason Company z Louisvillu v Kentucky, Walsh Construction Company z Davenportu v Iowě a Atkinson-Kier Company ze San Francisca a San Diega. Toto konsorcium vystupovalo pod zkratkou MWAK a nabídlo téměř 30 milionů dolarů. To bylo však o 15 procent níže než nabídka konsorcia Six Companies, Inc., do kterého patřily společnosti z Kalifornie, Portlandu, Utahu a Idaha a které v té době stavilo Hooverovu přehradu. Toto konsorcium nabídlo 34,5 milionu dolarů.

### Ochranné hráze

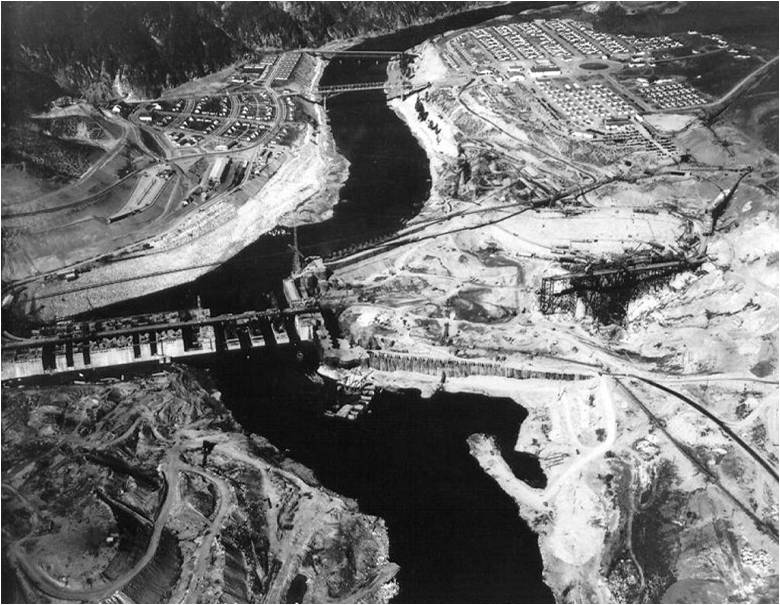
Stavba východní ochranné hráze poté, co byla dokončena ta západní

Pro přehradu byly vybudovány dvě ochranné hráze a to souběžně s řekou, nikoli napříč jejího toku. Nemuselo se tedy vrtat do zdí kaňonu. Ke konci roku 1935 1 200 dělníků dokončilo stavbu obou ochranných hrází, z nichž ta západní byla 610 metrů dlouhá, 15 metrů tlustá a 34 metrů nad skalním podložím. Díky nim mohli dělníci vysušit části dna řeky a začít stavbu samotné přehrady, zatímco řeka tekla mezi ochrannými hrázemi. V srpnu 1936 byla dokončena základna západní části přehrady, takže západní ochranná hráz byla odstraněna a tok řeky se opět rozšířil. Ještě předtím, v únoru téhož roku konsorcium MWAK vybudovalo ochranné hráze nad i pod průlivem, který se nacházel mezi dvěma původními ochrannými hrázemi. Už v prosinci 1936 byl tok řeky Columbie odkloněn skrz základnu přehrady, která byla v místech původních ochranných hrází. Tehdy o odklonění toku informoval i tisk Wenatchee Daily World a již brzy v roce 1937 se přijely na bývalé dno řeky dívat davy lidí.

### Změna designu

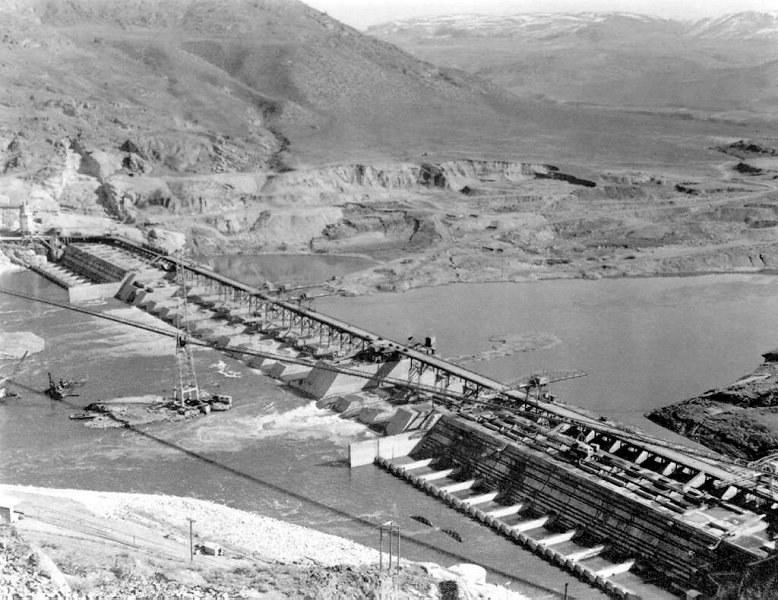
Základy přehrady v roce 1938

V srpnu 1934 navštívil stavbu přehrady sám prezident USA Franklin D. Roosevelt, který byl s projektem i jeho účelem nadmíru spokojen. Dělníkům i divákům věnoval proslov, ve kterém prohlásil, že „odcházím s vědomím, že je tento projekt v dobrých rukou, že bude úspěšně pokračovat a že jednou přinese naší zemi prospěch.“ Krátce po jeho návštěvě dostal úřad pro kultivaci půdy povolení k pokračování v práci, ale narazil na problém v podobě změny designu a jednáním na smlouvě s konsorciem MWAK. Nakonec se v červnu 1935 rozhodla konsorcia MWAK a Six Companies, Inc. spojit v jedno konsorcium zvané Consolidated Builders, Inc., které by postavilo vysokou přehradu. Konsorcium Six Companies, Inc. mělo v té době za sebou stavbu Hooverovy přehrady a ještě dokončovalo konstrukci Parkerovy přehrady. Nový design, který vybralo a schválilo oblastní zastoupení úřadu pro kultivaci půdy v Denveru, obsahoval několik vylepšení, z nichž jedním bylo čerpadlo pro zavlažování.
Roosevelt si představoval, že jeho přehrada skvěle zapadne do ekonomického programu zvaného New Deal, a to tím, že její stavba vytvoří pracovní místa, zemědělskou půdu a později činnost elektrárny stavbu samotnou zaplatí. Roosevelt také chtěl, aby elektřina nestála moc peněz, čehož chtěl dosáhnout omezením soukromého vlastnictví energetických společností, které by pak mohly za elektřinu požadovat větší částky. Mnozí byli proti tomu, aby byl projekt zhotoven federálně, včetně těch nejoddanějších podporovatelů, stát Washington však neměl na jeho dokončení dostatek zdrojů, a tak nebyla jiná možnost. V srpnu 1935 bylo za pomoci Roosevelta a nejvyššího federálního soudu dosaženo zakoupení státních pozemků a indiánských rezervací a Kongres jako část nového zákona o řekách a přístavech schválil větší dotace, aby mohla být postavena vysoká přehrada. Největší legislativní překážky měla tedy přehrada za sebou.

### Stavba betonové konstrukce

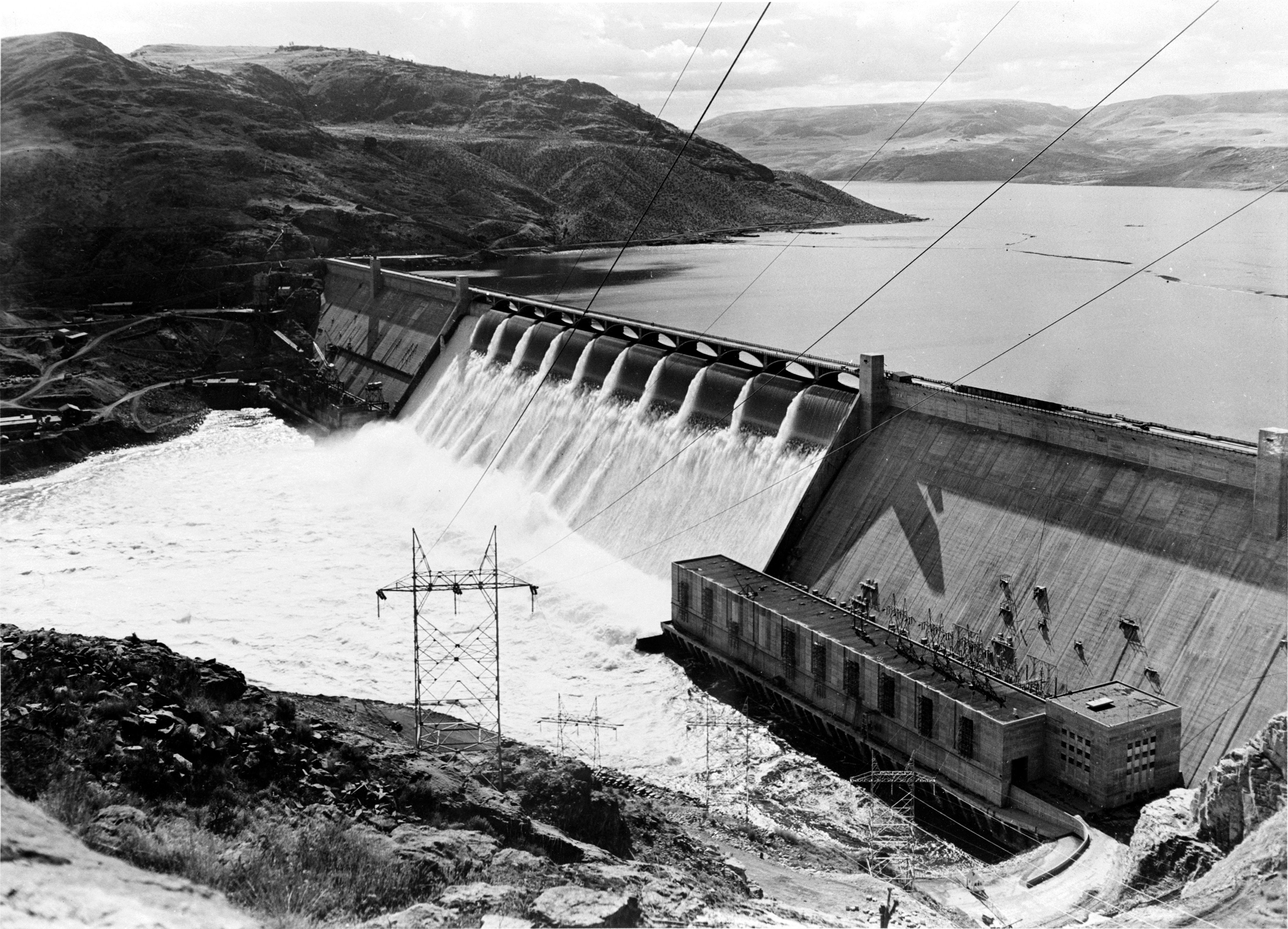
Přehrada po dokončení a voda tekoucí přes přepad

6. prosince 1935 se odehrál ceremoniál prvního lití betonu, který řídil guvernér Washingtonu Clarence Martin. Při konstrukci se beton dostával k přehradě pomocí nákladních vlaků a než byl položen na místo, byl zpracován osmi velkými míchačkami. Beton byl lit do 4,6 m² rozlehlých sloupů velkými jeřábem zvedanými okovy, z nichž každý měl kapacitu osmi tun betonu. Aby byl beton chlazen a jeho umístění správně zformováno, skrz sušící se masu bylo nainstalována síť potrubí o celkové délce 3 200 kilometrů. Do trubek byla čerpána studená voda z řeky, která snižovala teplotu uvnitř betonové masy z 41 °C na pouhých 7 °C. Kvůli tomu se však přehrada smrskla o zhruba dva metry a vzniklé díry musely být ucpány maltou.
Než projekt začal, část řeky, kde měla přehrada být postavena, postrádala most, což zavinilo ztížení přemístění lidí a materiálu přes řeku. Až v lednu 1936 byl otevřen Grand Coulee Bridge, trvalý silniční most, a to po mnohých zpožděních, která zavinily vysoké stavy vody. Do té doby existovaly tři dočasné mosty, po nichž se přes řeku přepravovala vozidla, lidé, písek i štěrk. V březnu 1938 dosáhlo konsorcium MWAK postavení spodní části přehrady, zatímco na tu vrchní část se spojilo s konsorciem Six Companies, Inc. v konsorcium Consolidated Builders, Inc. (viz sekce Změna designu). Západní elektrárna byla dokončena v prosinci 1939, v témže roce na stavbě pracovalo 5 500 dělníků. V letech 1940 a 1941 bylo postaveno jedenáct povodňových výpustí a v lednu 1941 byl do provozu uveden první generátor. V červnu 1942 byla vodní nádrž za přehradou naplněna a přelivem protekla první voda. Oficiálně byla práce na přehradě dokončena až 31. ledna 1943. Celkem měla přehrada původně 18 generátorů, z nichž ten poslední byl spuštěn až roku 1950.

### Místo pro vodní nádrž

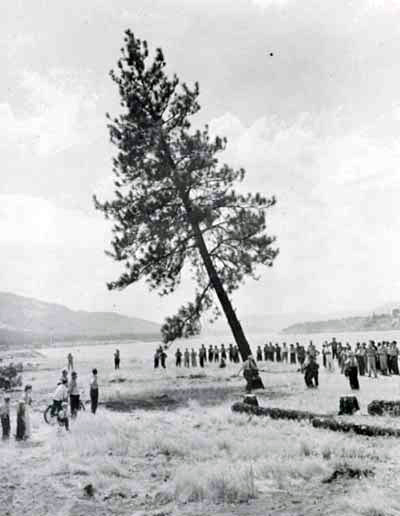
Kácení posledního stromu v oblasti reservoiru

V roce 1933 začal úřad pro kultivaci půdy pracovat na zakoupení půdy za přehradou, a to až 243 kilometrů proti proudu řeky, kde měla být vodní nádrž přehrady. Ta byla později pojmenována Rooseveltovo jezero, její rozloha je 285 km² a úřad pro kultivaci půdy zakoupil ještě 47 km² navíc pro budoucí rozvoj pobřeží. V zatopené zóně se nacházelo jedenáct obcí, dvě železniční tratě, tři státní silnice, zhruba 250 kilometrů okresních silnic, čtyři pilařské závody, čtrnáct mostů, čtyři telegrafní a telefonní systémy, elektrické vedení a mnoho hřbitovů. To všechno muselo být zakoupeno úřadem pro kultivaci půdy nebo přemístěno, tak jako zhruba 3 tisíce obyvatel zdejšího území. V roce 1937 byl schválen zákon, který omezoval rozlohu pozemků, které mohl jeden farmář vlastnit, aby došlo k zamezení příliš velkých cen za půdu. Vláda pak zdejší půdu finančně ohodnotila a postiženým obyvatelům za ni nabídla peníze. Někteří však odmítli vládní nabídky a úřad pro kultivaci půdy musel na ně podat trestní oznámení. Mezi přemístěnými občany byli nakonec i indiáni z Colvillského kmene a kmene Spoukejnů. Jejich půda (celkem 85 km²) byla převedena na konto úřadu pro kultivaci půdy zákonem z června 1940. Do roku 1942 byla všechna půda v zatopené zóně zakoupena za tržní cenu, celkem 10,5 milionu, do nichž patřilo i přemístění statků, mostů, silnic a železnic. Přemístěným obyvatelům však nebylo nové bydlení zaplaceno, což bylo na americkém území normální až do změny zákonů v roce 1958.
Ke konci roku 1938 začala Administrace pracovního pokroku s mýcením stromů a rostlin v zatopené zóně, celkem na území 220 km². Pokácené dřevo bylo přepraveno po řece dolů, kde bylo prodáno společnosti Lincoln Lumber Company, která byla ochotna za něj zaplatit nejvíce, a to 2,25 dolaru za jednu stopu (30 cm) prkna. V dubnu 1941 muselo být mýcení zrychleno, jelikož se stalo projektem národní obrany. Poslední strom byl pokácen v červenci 1941 za slavnostního ceremoniálu dohlížejícím technikem úřadu pro kultivaci půdy, Frankem A. Banksem, a správcem státní pobočky Administrace pracovního pokroku, Carlem W. Smithem. Na projektu pracovalo celkem 2 626 lidí, kteří byli ubytováni v táborech na březích řeky Columbie. Celkem bylo dělníkům vyplaceno 4,9 milionu dolarů.

### Dělníci a infrastruktura

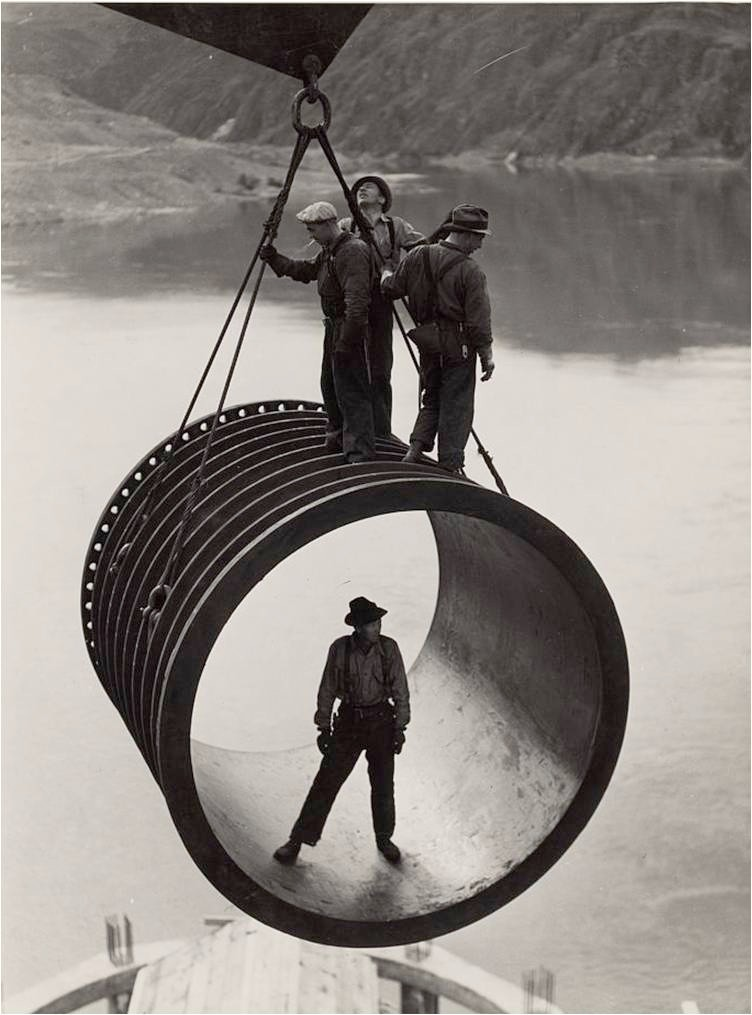
Dělnící při práci na potrubí

Dělníci pracující na stavbě přehrady měli průměrný plat 80 centů za hodinu, jelikož rozpočet stavby patřil k největším mezi americkými přehradami. Většinou pocházeli z blízkých oblastí, konkrétně z okresů Grant, Lincoln, Douglas a Okanogan. Na stavbě pracovali i ženy, ale pouze v kuchyních a táborech. Na celém projektu pracovalo až 8 tisíc lidí, stavbyvedoucím byl jmenován Frank A. Banks, zatímco hlavním inspektorem stavby byl Bert A. Hall a správcem dovozu a zpracování betonu Orin G. Patch. Jelikož pracovní podmínky byly nebezpečné, zemřelo při stavbě 77 dělníků.
Ještě před stavbou muselo být vybudováno ubytování pro dělníky a čtyři mosty po proudu řeky od přehrady, z nichž jeden, Grand Coulee Bridge, řeku stále přemosťuje. Ubytování poskytoval úřad pro kultivaci půdy, který vybudoval na západním břehu pod přehradou Engineer's Town, kde se nacházela i správní kancelář stavby. Na druhé straně řeky bylo roku 1934 vztyčeno konsorciem MWAK Mason City, kde se nacházela nemocnice a pošta a kde žilo 3 tisíce lidí. Dělníkům byly na místě pronajímány domy o třech ložnicích za 32 dolarů na měsíc. Lepší ubytování se však nacházelo v Engineer's Town. V okolí byla vybudována další malá města, jako například Shack Town, kde však nebyl spolehlivý přístup k elektřině a zdaleka ne takové městské vybavení jako ve dvou největších osadách. V roce 1935 se začlenilo nedaleké město Grand Coulee, které leželo na západním břehu a podporovalo dělníky. V roce 1937 bylo Mason City prodáno konsorciem MWAK úřadu pro kultivaci půdy a ten je v roce 1956 sloučil s Engineer's Town a přejmenoval na Coulee Dam. Město stále existuje a od února 1959 je začleněné.

### Zavlažovací technika
Kvůli 2. světové válce dostala přednost před zavlažováním výroba elektrické energie. Až v roce 1943 Kongres schválil zavlažovací Columbia Basin Project, na jehož realizaci začal úřad pro kultivaci půdy pracovat v roce 1948. Západně od hlavní přehrady byla postavena Severní přehrada, která společně s přehradou Dry Falls vytvořila Banksovo jezero, jež nyní pokrývá severních 43 kilometrů Grand Coulee. V blízkosti různých potrubí a kanálů byly postaveny další přehrady, jako například O'Sullivanova přehrada. Tak byla vytvořena zavlažovací síť, která stála na konci projektu Columbia Basin. Zavlažování samotné začalo mezi lety 1951 a 1953, poté, co bylo nainstalováno šest ze dvanácti čerpadel a zaplaveno Banksovo jezero.

## Rozvoj

### Třetí elektrárna

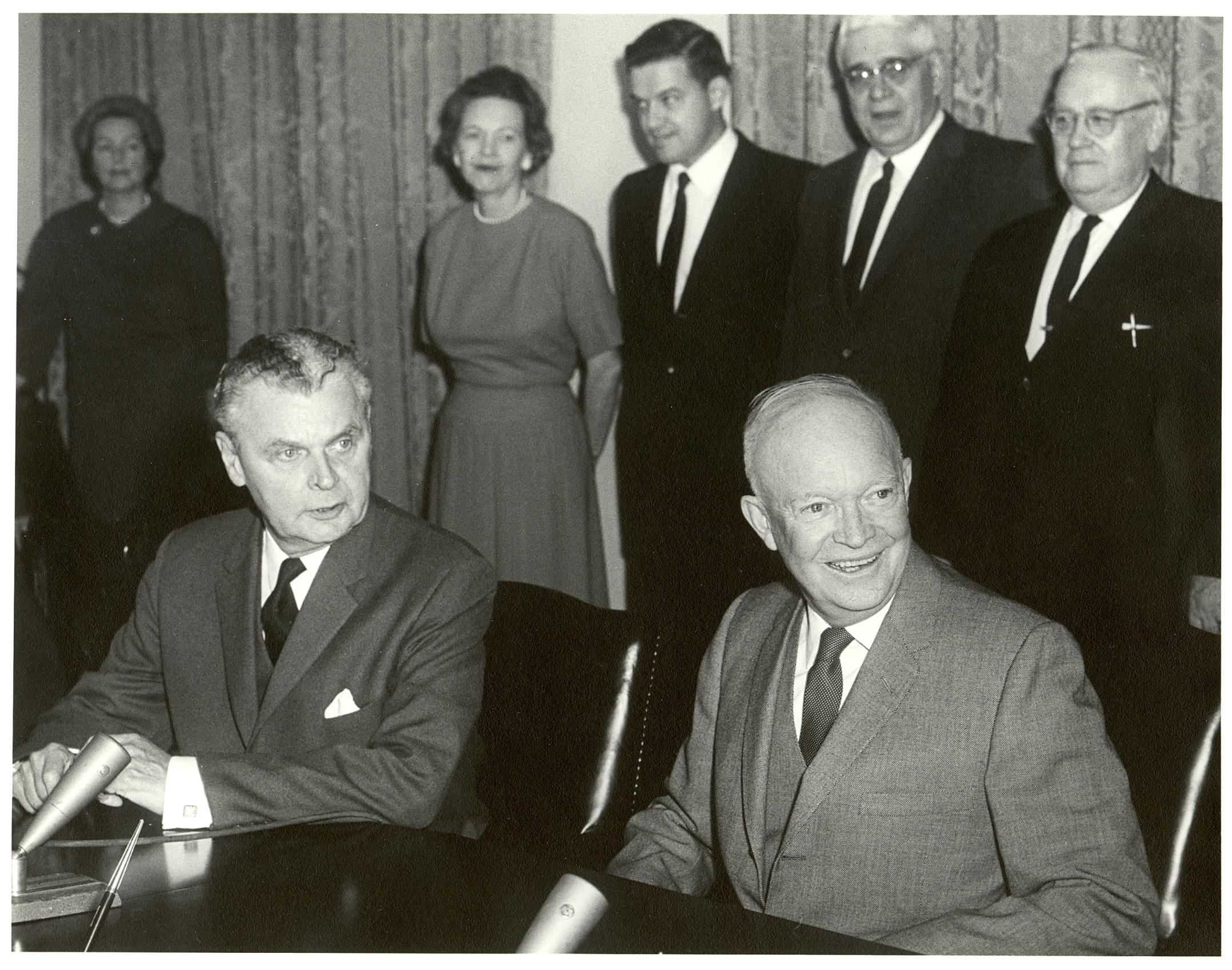
Kanadský premiér John Diefenbaker (sedící vlevo) a americký prezident Dwight D. Eisenhower při podpisu Columbia River Treaty, 1961

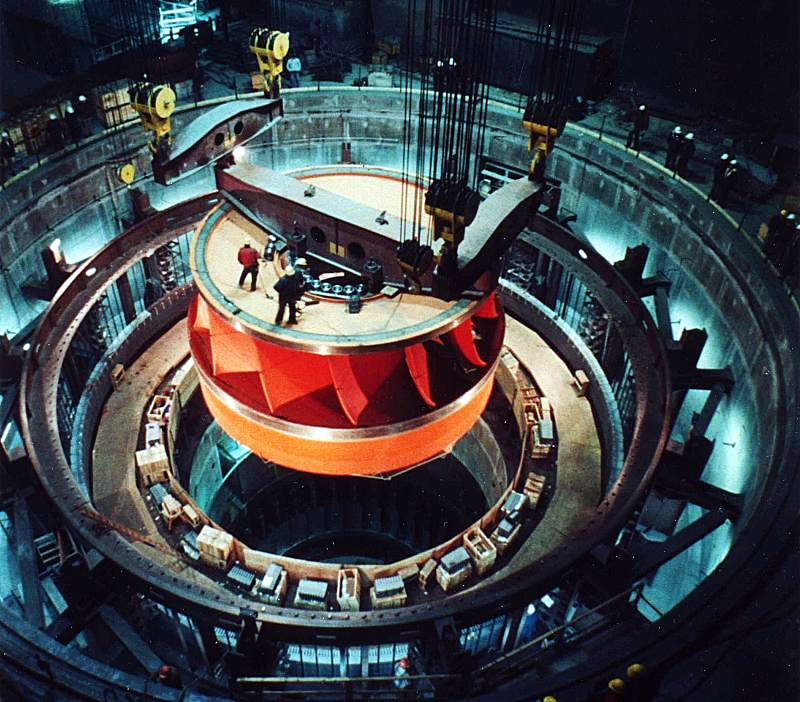
Jedna z nových turbín třetí elektrárny

Po druhé světové válce začala stoupat poptávka po elektrické energii, a tak se začalo plánovat vybudování třetí elektrárny na přehradě. Překážkou tomuto plánu však byla přílišná rozdílnost toku řeky v různých zimních obdobích. Dnes je však vodní tok kompletně spravován, a tak jeho sezonnost vymizela. V minulosti však proteklo 75 procent roční vody mezi dubnem a zářím a zatímco hodnoty nízkého průtoku činily mezi 1 400 a 2 300 m³/s, při vysokém průtoku to bylo až 14 000 m³/s. Jen devět z osmnácti generátorů, které elektrárna měla, mohly běžet po celý rok, zbytek to zvládl pouze necelý půlrok. Roku 1952 Kongres schválil dotaci 125 tisíc dolarů úřadu pro kultivaci půdy na studii vhodnosti třetí elektrárny, která byla dokončena o rok později a doporučila hned dvě vhodná místa pro její postavení. Dále bylo doporučeno devět identických 108megawattových generátorů, které by mohly pracovat pouze v dobách silného průtoku.
Aby byl provoz třetí elektrárny k něčemu užitečný, muselo se začít přemýšlet o regulaci toku řeky Columbie. Akumulace vody a regulace průtoku musela začít už na kanadské části toku, celou záležitost však doprovázelo mnoho politických a ekonomických otázek, které musely dvě největší severoamerické země vyřešit. Úřad pro kultivaci půdy a Sbor techniků Armády Spojených států amerických zkoumal alternativy, jak se jednání s Kanadou vyhnout, jako například zvýšením hladin Flatheadského nebo Pendorejského jezera, oběma návrhů však čelila silná místní opozice. Dohoda o řece Columbii, na které USA a Kanada jednaly už od roku 1944, se zdála být jediným řešením. Snaha postavit třetí elektrárnu byla také ovlivněna soutěží se Sovětským svazem, který v té době vybudoval na Volze elektrárnu větší, než byla ta v přehradě Grand Coulee. Dohoda byla podepsána oběma stranami v září 1964 a Kanada měla podle ní vybudovat Duncanovu přehradu, Keenleysidovu přehradu a Slídovou přehradu na horním toku Columbie. Krátce poté oznámil senátor za stát Washington, Henry M. Jackson, který měl vliv na stavbě třetí elektrárny, že úřad pro kultivaci půdy naplánuje projekt a pak jej představí Kongresu, který rozhodne o výši dotací. Aby Američané drželi krok v soutěži se Sověty a aby byla zvýšena generační kapacita elektrárny, mohly být generátory třetí elektrárny v budoucnu podle potřeby zvětšeny. Pro výběrové řízení na stavbu elektrárny byla nejprve vyhlášena mezinárodní soutěž, ale poté, co se o stavbu začali zajímat i Sověti, jež měli právě za sebou stavbu 500megawattového generátoru na řece Jenisej, byla účast mezinárodních zájemců zrušena, aby nedošlo k americké potupě. Kongres nakonec celý projekt schválil a prezident Lyndon Johnson podepsal dotaci v červnu 1966.
Mezi lety 1967 a 1974 probíhala expanze přehrady, aby se do ní třetí elektrárna vešla. V červenci 1967 začala demolice její severovýchodní strany přehrady, kde byla postavena nová sekce horní zdrže. Vykopávání téměř 17 milionů m³ hlíny a hornin muselo být uskutečněno před postavením nové, 526 metrů dlouhé části přehrady. Konečná délka přehrady po rekonstrukci tedy činila 1 300 metrů. Původní plány třetí elektrárny zahrnovaly instalaci dvanácti malých generačních jednotek, nakonec však byly změněny na instalaci šesti největších dostupných generátorů. Vodu k nim přivádělo nové tlakové potrubí o průměru 12 metrů. Ze šesti nových turbín a generátorů byly tři 600megawattové jednotky postaveny firmou Westinghouse a tři 700megawattové společností General Electric. Spuštění generátorů probíhalo mezi lety 1975 a 1980. Tři výkonnější jednotky byly později rekonstruovány v 805megawattové generátory společností Siemens.

### Přečerpávací elektrárna

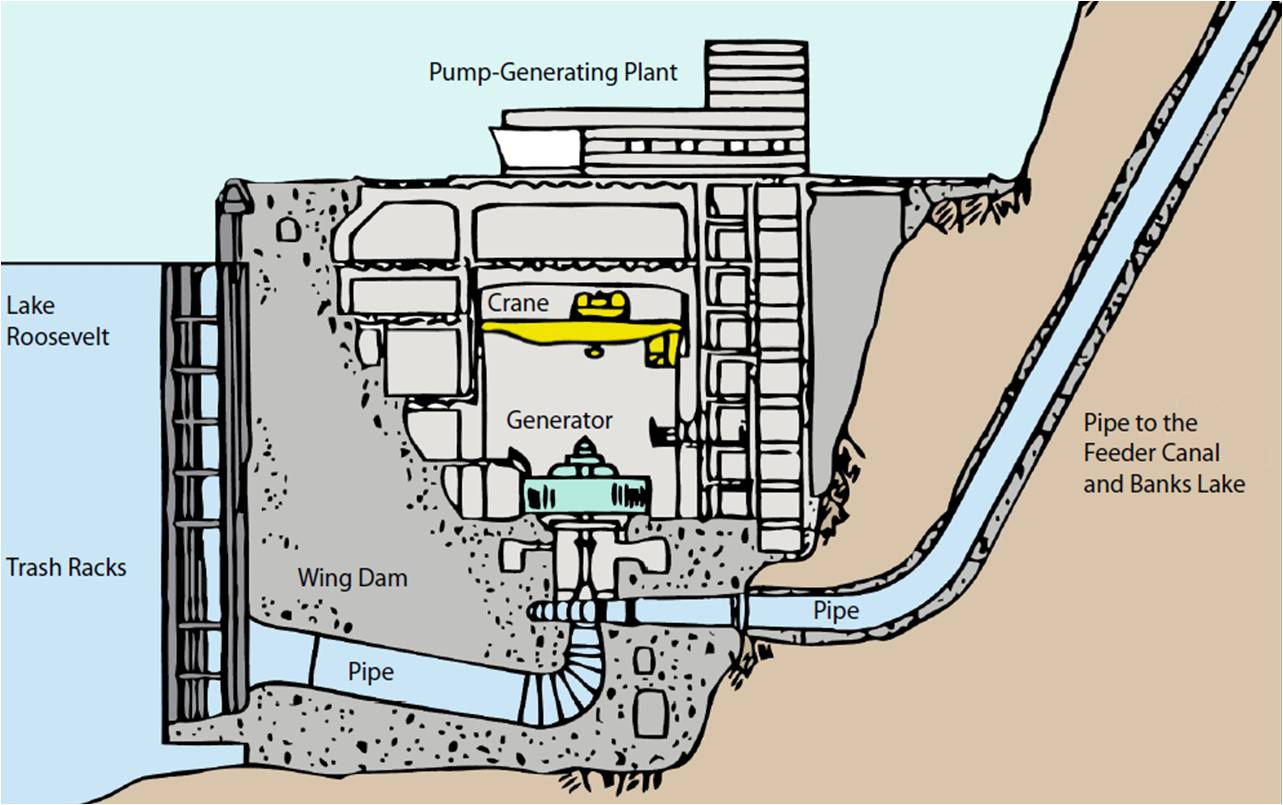
Řez přečerpávací elektrárnou Grand Coulee

Po nedostatcích elektřiny na severozápadě USA v 60. letech minulého století bylo rozhodnuto, že šest zbývajících čerpadel, které teprve měly být nainstalovány, budou zároveň generovat elektřinu. Pokud je zrovna poptávka po elektřině vysoká, čerpací generátory ji mohou generovat pomocí vody z přiváděcího potrubí Banksova jezera. Tato elektrárna byla dokončena v roce 1973, kdy byly spuštěny první tři generátory. O deset let později byly spuštěny další dva, zatímco ten poslední čekal na své spuštění až do ledna 1984. Do celkové kapacity přehrady tyto generátory přidaly 314 megawattů. V květnu 2009 byla tato elektrárna oficiálně přejmenována na Čerpací elektrárnu Johna W. Keyse, který byl komisařem úřadu pro kultivaci půdy mezi lety 2001 a 2006.

### Renovace
Důležitá renovace třetí elektrárny, která obsahuje generátory G19 až G24, začala v březnu 2008 a bude pokračovat po dobu mnoha let. Ještě než mohla renovace začít, muselo být dokončeno několik souvisejících projektů, jako bylo nahrazení podzemního 500kilovoltového olejového kabelu nadzemními dráty, které byly uvedeny do provozu v únoru 2009, instalace nových 236megawattových transformátorů pro generátory G19 a G20, která začala v listopadu 2006, a několik dalších projektů. Plánování, design, zásobování a příprava místa pro renovaci tří výkonnějších generátorů začalo v roce 2011, ale samotná renovace, která bude trvat zhruba rok, začne v roce 2013, respektive 2014 a 2016.

## Provoz a jeho výhody

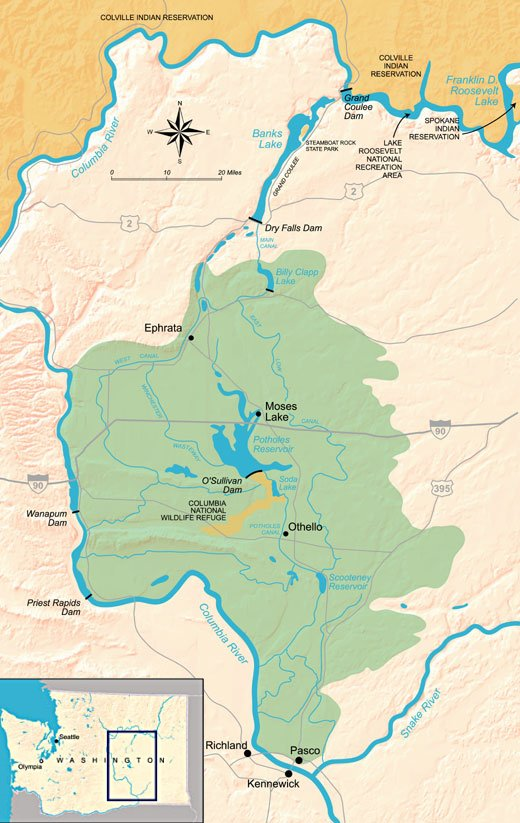
Mapa oblasti Columbia Basin Project. Zelená oblast značí zavlažované území v rámci projektu. Přehrada Grand Coulee Dam vpravo nahoře

Primárním cílem přehrady bylo zajištění zavlažování, ale kvůli druhé světové válce muselo ustoupit potřebě elektřiny. Tu začala elektrárna produkovat přibližně v době, kdy Spojené státy vstoupily do války, a její výroba byla pro válčící zem životně důležitá. Mimo jiné zdejší energie putovala do tavíren hliníku v Longview a Vancouveru, továrny společnosti Boeing v Seattlu a Vancouveru a loděnice v Portlandu. V roce 1943 byla také užita k výrobě plutonia v Nukleárním komplexu Hanford, který spadal do přísně tajného projektu Manhattan. V témže roce byla navíc potřeba elektřiny tak velká, že přehrada dostala přednostně dva generátory, které měly původně skončit v Shastské přehradě.

### Zavlažování
Voda pro zavlažování je čerpána tzv. čerpací elektrárnou a jejími trubkami o průměru 3,7 metrů, které jsou 85 metrů dlouhé a spojují Rooseveltovo jezero s 2,6 kilometru dlouhým zavlažovacím kanálem. Ten končí v Banksově jezeře, které má kapacitu 882 milionů m³. Čerpací elektrárna obsahuje dvanáct čerpadel o výkonu až 70 tisíc koní, které mohou přečerpávat 45 m³/s. Momentálně je v projektu zavlažováno 2 700 km² půdy, na které se pěstuje více než 60 plodin, které jsou pak distribuovány do celých Spojených států.

### Elektřina
V přehradě se nachází hned čtyři elektrárny, v nichž je celkem 33 hydroelektrických generátorů. V původních elektrárnách, které jsou označovány jako Pravá a Levá, je 18 generátorů, navíc Levá má k dispozici tři náhradní generátory. Jejich celková kapacita je 2 280 MW. První generátor byl nainstalován roku 1941, všech osmnáct běželo již v roce 1950. Třetí elektrárna má šest hlavních generátorů s celkovou kapacitou 4 215 MW. Tři z těchto šesti generátorů mohou však ve skutečnosti operovat s kapacitou o 90 MW větší, tedy o 690 MW, což zvyšuje celkovou kapacitu přehrady na 7 079 MW. Dalších šest generátorů se nachází v čerpací elektrárně, dohromady však mají kapacitu pouhých 314 MW. Navíc při čerpání vody do Banksova jezera využívají hned 600 MW elektřiny. Každý generátor získává vodu prostřednictvím vlastního potrubí. Ta největší směřují do Třetí elektrárny a jejich průměr činí 12 metrů a maximální průtok 990 m³/s. Původně byla kapacita přehrady pouhých 1 974 MW, postupné přídavné instalace ji však navýšily na 7 079 MW. V roce 2008 přehrada vyrobila 21 bilionů kWh elektřiny a její koeficient ročního využití činil 38,24 %.

### Splav
Splav přehrady je 500 metrů vysoký a jeho maximální kapacita činí 28 000 m³/s. V květnu a červnu 1948 postihla nížinu pod přehradou rekordní záplava, která zároveň upozornila na tehdejší malou protipovodňovou účinnost přehrady. Tehdejší průtok, který dosáhl 18 060 m³/s, byl pro turbíny a splav přehrady zatím největší v historii. Výsledná povodeň nejen poničila břeh řeky pod přehradou, ale také zhoršila kondici přední části přehrady samotné. Povodeň ale na druhou stranu urychlila podepsání Smlouvy o řece Columbii, která zajistila postavení přehrad na horním toku řeky, tedy především v Kanadě, čímž byla zajištěna regulace toku.

### Finance
V roce 1932 odhadoval Úřad pro kultivaci půdy cenu stavby přehrady bez Třetí přehrady na 168 milionů tehdejších dolarů. Ve skutečnosti však konstrukce stála 163 milionů dolarů, což se rovná 1,85 miliardy dolarů z roku 1998. Další náklady, které pokrývaly stavbu elektráren ve 40. a 50. letech, zvýšily cenu na 270 milionů dolarů, tedy 2,6 miliardy dolarů z roku 1998, což je o 33 procent více, než bylo plánováno. V roce 1967 měla být za odhadovaných 390 milionů dolarů zahájena stavba Třetí elektrárny. Dražší cena konstrukce a problémy s odbory stavařů však zvýšily celkovou cenu projektu v roce 1973 na 730 milionů dolarů, což ovšem činí jen 2,93 miliardy dolarů z roku 1998, tedy o 55 procent více, než se předpokládalo. Přestože stavba tedy stála daleko více, než se očekávalo, přehrada se stala ekonomickým úspěchem, především díky Třetí elektrárně, která již svou cenu dvakrát vrátila. I přes to, že úřad pro kultivaci půdy nakonec zavlažuje pouze poloviny plánované půdy, cena plodin se v konstantních dolarech mezi lety 1962 a 1992 zdvojnásobila, a to především díky obtížné farmářské práci a výběru plodin.

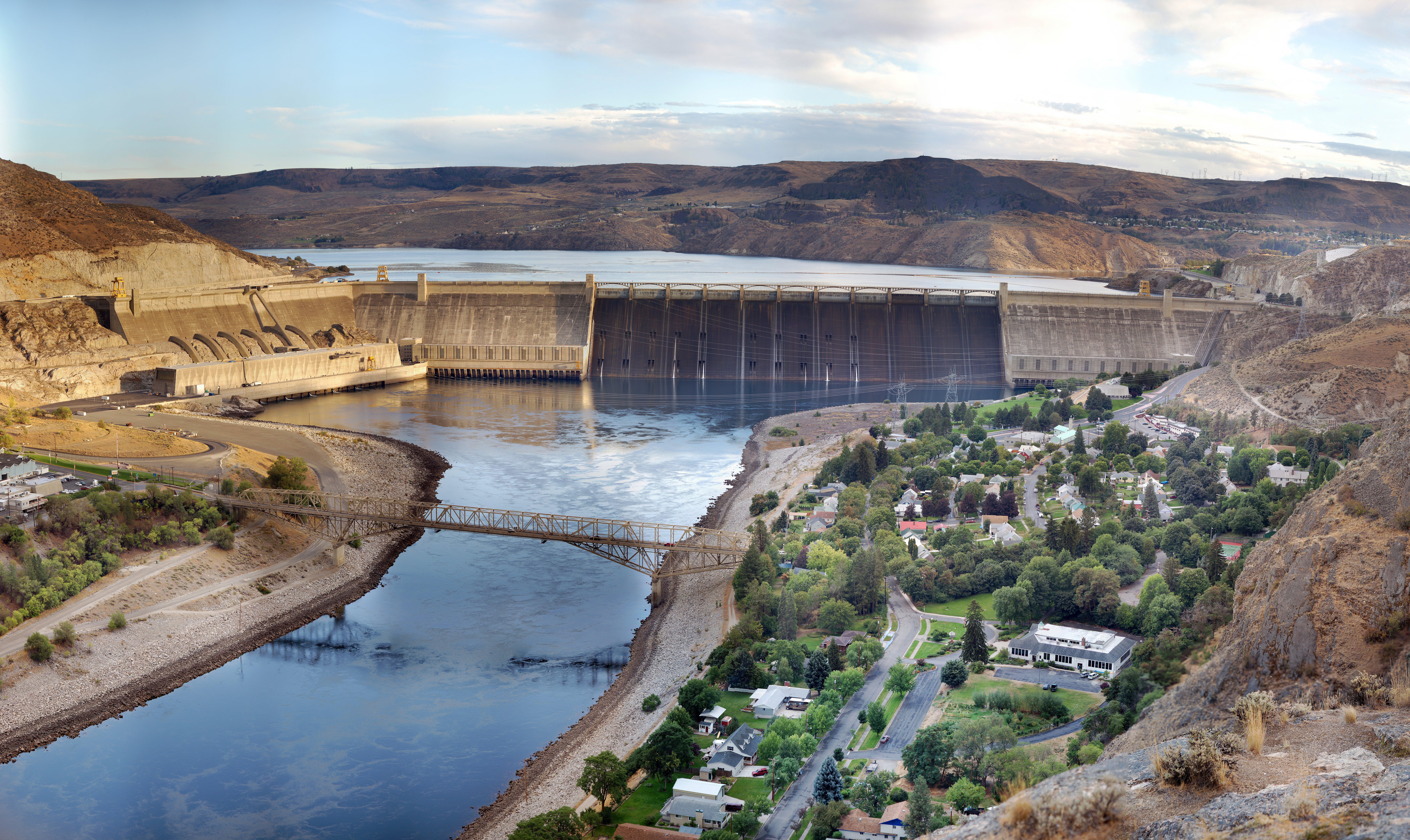
Panorama přehrady, pohled na jihovýchod. Třetí elektrárna vlevo.